# تورو مورینو
تورو مورینو (ژاپنی: 森野 徹؛ زادهٔ ۱۲ مهٔ ۱۹۸۷) یک بازیکن فوتبال اهل ژاپن است.
از باشگاه‌هایی که در آن بازی کرده‌است می‌توان به باشگاه فوتبال جوبیلو ایواتا اشاره کرد.